# Asilus fasciatus
Asilus fasciatus là một loài ruồi trong họ Asilidae. Asilus fasciatus được Rossi miêu tả năm 1790. Loài này phân bố ở vùng Cổ Bắc giới.